# Heidelberger Sinfoniker
Die Heidelberger Sinfoniker wurden im Herbst 1993 gegründet und debütierten am 1. Januar 1994 im Mannheimer Rosengarten mit Ludwig van Beethovens 9. Sinfonie op. 125.

## Geschichte
Im März 1987 gründete der Dirigent Thomas Fey während seines Musikstudiums ein Ensemble für Alte Musik, das unter dem Namen Schlierbacher Kammerorchester konzertierte. Die Besetzung bestand aus begabten und ambitionierten jungen Musikern aus Deutschland.
Der Aufführungsstil des Orchesters wurde entscheidend mitgeprägt durch eine intensive Schulung in Historischer Aufführungspraxis bei Nikolaus Harnoncourt am Salzburger Mozarteum. Im Zuge der Erarbeitung der Orchesterliteratur beschäftigten sich Thomas Fey und seine Musiker zunächst mit den Werken von Georg Friedrich Händel und Wolfgang Amadeus Mozart. Letzterem widmeten sie ab seinem 200. Todesjahr 1991 das Musikfestival Heidelberger Mozartwochen. Als schließlich die großen, die Kammerorchester-Besetzung sprengenden Sinfonien der Wiener Klassik erreicht waren, entschloss man sich zur Gründung der Heidelberger Sinfoniker. Das neue Sinfonieorchester feierte erste Erfolge mit einem Beethoven-Zyklus. Mittlerweile umfasst das Repertoire der Heidelberger Sinfoniker weite Teile der Wiener Klassik, darunter eine große Zahl der Sinfonien und Solokonzerte von Haydn, Mozart und Beethoven. Zunehmend finden sich auch Werke des 19. Jahrhunderts in den Konzertprogrammen, mit Schwerpunkt auf Sinfonien der frühen deutschen Romantik um Felix Mendelssohn Bartholdy und Robert Schumann und bis hin zu den großen Walzern von Johann Strauss (Sohn). Außerdem widmet sich das Ensemble auch dem unbekannteren Repertoire aus der Zeit der Wiener Klassik und bereichert seine Programme mit Werken von Johann Nepomuk Hummel, Joseph Martin Kraus und Antonio Salieri.
Das Orchester arbeitet seit seiner Gründung mit zahlreichen Solisten zusammen, darunter Rudolf Buchbinder, Thomas Zehetmair, Cyprien Katsaris, Martin Stadtfeld, Bernd Glemser,  Nelson Freire, Fazil Say, Ragna Schirmer, Maximilian Hornung und Reinhold Friedrich. Es folgten Gastspiele in  Europa und in Südamerika sowie Aufnahmen für Rundfunk, Fernsehen und CD. Seit einem Unfall des Chefdirigenten Thomas Fey im Herbst 2014 arbeitet das Orchester mit Gastdirigenten zusammen, darunter Frieder Bernius, Reinhard Goebel, Stefan Klingele, Johannes Klumpp, Michael Hofstetter und Timo Jouko Herrmann.
Im Herbst 2020 wurde Johannes Klumpp zum neuen Künstlerischen Leiter ernannt. Gemeinsam mit ihm arbeitet das Orchester an der Fortsetzung der Gesamteinspielung aller Sinfonien von Joseph Haydn.
Im Oktober 2021 veranstaltet das Orchester erstmals das Festival „Explore Haydn“.

## Diskographie (Auswahl)
- Ludwig van Beethoven: Sinfonien Nr. 1 & 2 sowie Nr. 4 & 6
- Joseph Haydn: Gesamtaufnahme aller Sinfonien [bislang wurden 64 Sinfonien auf 34 CDs veröffentlicht]
- Felix Mendelssohn Bartholdy: alle Sinfonien und Streichersinfonien
- Wolfgang Amadeus Mozart: Sinfonien KV 114, KV 134, KV 201
- Robert Schumann: Sinfonie Nr. 2 C-Dur op. 61
- Carl Stamitz: Konzerte für Viola d’amore und Orchester

## Auszeichnungen (Auswahl)
- Cannes Classical Award (für die Aufnahme von Beethovens Sinfonie Nr. 4 & 6)
- International Classical Music Award (für die Aufnahme von Mendelssohns Sinfonie Nr. 2 Lobgesang)